# Oscar Tshiebwe
Oscar Tshiebwe (Lubumbashi, 27 de novembro de 1999) é um jogador congolês de basquete profissional que atualmente joga pelo Utah Jazz da National Basketball Association (NBA) e no Salt Lake City Stars da G-League.
Ele jogou basquete universitário pela Universidade da Virgínia Ocidental e pela Universidade de Kentucky. Em 2022, Tshiebwe foi o Jogador Nacional do Ano por consenso.

## Primeiros anos
Tshiebwe nasceu em Lubumbashi, na República Democrática do Congo. Ele jogava futebol quando criança, mas foi incentivado a começar a jogar basquete devido à sua altura acima da média. Tshiebwe treinava correndo em colinas e em uma montanha perto de sua cidade natal. Mais tarde, ele participou de um acampamento de basquete liderado pelo jogador congolês da NBA, Bismack Biyombo, que ajudou a impulsionar sua carreira. Tshiebwe só começou a jogar basquete em maio de 2014.

## Carreira no ensino médio
Antes de seu primeiro ano do ensino médio, Tshiebwe mudou-se para os Estados Unidos em novembro de 2015, frequentando a Mountain Mission School em Grundy, Virgínia. Em seu terceiro ano, ele se transferiu para a Kennedy Catholic High School em Hermitage, Pensilvânia e teve média de 21,1 pontos, levando sua equipe ao título da Associação Atlética Interescolar da Pensilvânia (PIAA).
Em sua última temporada, Tshiebwe teve médias de 23,4 pontos, 18 rebotes e cinco bloqueios, levando a Kennedy Catholic a um recorde de 24-3 e foi nomeado Jogador do Ano da Pensilvânia pelo Gatorade.

### Recrutamento
Ele foi considerado um recruta de cinco estrelas pela Rivals e 247Sports e um recruta de quatro estrelas pela ESPN. Em 20 de outubro de 2018, ele se comprometeu a jogar basquete universitário pela Universidade da Virgínia Ocidental.

## Carreira universitária

### West Virginia

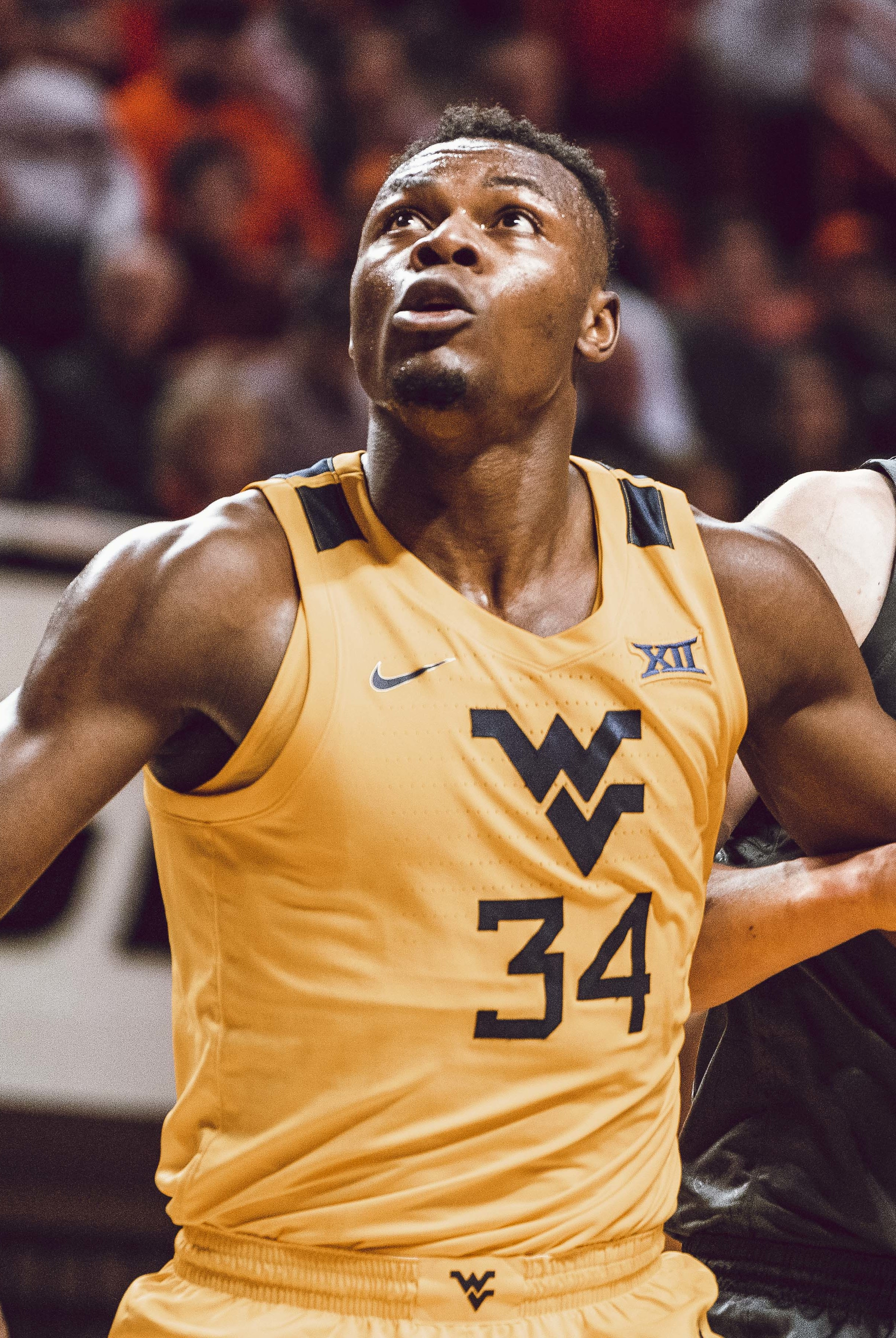
Tshiebwe em West Virginia em 2020

Em seu segundo jogo universitário, Tshiebwe conseguiu um duplo-duplo de 20 pontos e 17 rebotes contra Pittsburgh. Como resultado, ele foi nomeado Novato da Semana da Big 12. Tshiebwe marcou 19 pontos e pegou 18 rebotes contra Wichita State na final do Cancun Challenge, liderando sua equipe à vitória e recebendo o prêmio de MVP. Ao final da temporada regular, ele foi nomeado para a Segunda-Equipe e para a Equipe de Novatos da Big 12. Como calouro, Tshiebwe teve médias de 11,2 pontos e 9,3 rebotes com um aproveitamento de 55% nos arremessos.
Em seu segundo ano, ele teve médias de 8,5 pontos e 7,8 rebotes em 10 jogos antes de deixar West Virginia por razões pessoais.

### Kentucky
Em 10 de janeiro de 2021, Tshiebwe se transferiu para Universidade de Kentucky. Em sua estreia, Tshiebwe marcou 17 pontos e pegou 20 rebotes em uma derrota por 79–71 contra Duke. Em 22 de dezembro, ele marcou 14 pontos e pegou 28 rebotes, um recorde na Rupp Arena, em uma vitória por 95–60 contra Western Kentucky.
Ao final da temporada, Tshiebwe foi nomeado Jogador Nacional do Ano pela Sporting News.

## Carreira profissional

### Indiana Pacers / Mad Ants (2023–2024)
Após não ser selecionado no draft da NBA de 2023, Tshiebwe juntou-se ao Indiana Pacers para a Summer League de 2023. Em 3 de julho de 2023, ele assinou um contrato de duas vias com os Pacers, dividindo seu tempo com o afiliado da G-League, o Indiana Mad Ants. Em 9 de dezembro, ele fez sua estreia na NBA na final do Copa NBA de 2023 contra o Los Angeles Lakers e registrou seu primeiro ponto na temporada regular em 13 de dezembro contra o Milwaukee Bucks.
Em 2 de abril de 2024, Tshiebwe recebeu o prêmio de Novato do Ano da G-League após liderar a liga em rebotes e estabelecer um novo recorde de rebotes em uma única temporada da G-League com média de 16,2 rebotes. Na temporada de 2023–24, ele registrou 27 double-doubles, sete jogos com mais de 20 pontos e 20 rebotes, quebrou o recorde de mais rebotes em uma temporada do Indiana Mad Ants e o recorde de mais rebotes em um jogo com 28. Ele também foi selecionado para a Primeira Equipe e para a Equipe de Novatos da G-League.

### Utah Jazz / Salt Lake City Stars (2024–Presente)
Em 12 de agosto de 2024, Tshiebwe assinou um contrato de duas vias com o Utah Jazz e com seu afiliado da G-League, Salt Lake City Stars.

## Estatísticas da carreira

### NBA

#### Temporada regular
| Ano     | Equipe  | PJ | PT | MPJ | AP   | 3P | LL   | RT  | AS | BR | TO | PPJ |
| ------- | ------- | -- | -- | --- | ---- | -- | ---- | --- | -- | -- | -- | --- |
| 2023–24 | Indiana | 8  | 0  | 5.2 | .500 | —  | .750 | 2.0 | .3 | .3 | .1 | 3.3 |

### Universitário
| Ano      | Equipe        | PJ  | PT  | MPJ  | AP   | 3P   | LL   | RT   | AS   | BR  | TO  | PPJ  |
| -------- | ------------- | --- | --- | ---- | ---- | ---- | ---- | ---- | ---- | --- | --- | ---- |
| 2019–20  | West Virginia | 31  | 31  | 23.2 | .552 | —    | .708 | 9.3  | .4   | .7  | 1.0 | 11.2 |
| 2020–21  | West Virginia | 10  | 10  | 19.9 | .523 | —    | .607 | 7.8  | .7   | .4  | .4  | 8.5  |
| 2021–22  | Kentucky      | 34  | 34  | 31.9 | .606 | —    | .691 | 15.2 | 1.1  | 1.8 | 1.6 | 17.4 |
| 2022–23  | Kentucky      | 32  | 30  | 33.6 | .560 | .000 | .729 | 13.7 | 1.6  | 1.6 | 1.0 | 16.5 |
| Carreira | Carreira      | 107 | 105 | 27.1 | .560 | .000 | .683 | 11.5 | .950 | 1.1 | 1.0 | 13.3 |

## Vida pessoal
Tshiebwe é cristão. Depois que ele começou a frequentar a Kennedy Catholic High School, Jeff Kollar e sua esposa, que moram perto da escola, se tornaram seus tutores legais. Kollar e sua esposa foram anteriormente tutores dos irmãos Mohamed e Sagaba Konate, que também jogaram basquete pela Kennedy Catholic. Sagaba Konate também jogou basquete universitário pela Universidade da Virgínia Ocidental.

### Interesses comerciais
Tshiebwe tornou-se uma figura proeminente em negociações de nome, imagem e semelhança (NIL), apesar de não poder aproveitar totalmente sua celebridade devido ao seu status de visto de estudante. Embora seja permitido assinar acordos de patrocínio, ele não pode fazer aparições pessoais remuneradas (incluindo sessões de autógrafos e filmagens comerciais) enquanto estiver nos EUA com esse status de visto. Em agosto de 2022, ele foi temporariamente liberado das restrições de seu visto quando Kentucky fez uma turnê de pré-temporada de uma semana nas Bahamas. Quando o avião da equipe pousou, o primeiro telefonema de Tshiebwe foi supostamente para seu agente, perguntando "Onde você precisa de mim?", e ele fez trabalhos promocionais para quatro empresas antes de se instalar completamente em seu quarto de hotel. Durante o tempo livre, Tshiebwe fez inúmeras sessões de fotos e leituras de publicidade, e assinou grandes quantidades de memorabilia. No final da turnê, ele havia supostamente ganho US$ 500.000, elevando seu total de dinheiro NIL para US$ 2,75 milhões em cerca de 6 meses. Ele usou seu primeiro lote de dinheiro de NIL para comprar uma casa com cinco quartos para sua mãe e estabeleceu uma fundação beneficente para o benefício de crianças em sua terra natal, financiada em grande parte por seus acordos de NIL.

## Links externos
- Biografia do Kentucky Wildcats
- Biografia de Virgínia Ocidental